# Paul Belmondo
Paul Alexandre Belmondo (Boulogne-Billancourt, 23 de Abril de 1963) é um ex-automobilista francês de Fórmula 1, que correu pelas equipes: March e Pacific. É filho do ator Jean-Paul Belmondo e neto do escultor homônimo.

## Carreira
No ano de 1987, participou da Fórmula 3 e da Fórmula 3000, embora nunca fosse uma presença constante do top 10. Em 1992, ele ingressou na equipe March como um pay-driver (piloto pagante), obtendo um nono lugar no GP da Hungria, sua melhor posição de chegada na F-1. Entretanto, foi substituído pelo italiano Emanuele Naspetti, por questões de patrocínio.
Dois anos mais tarde, tornou-se piloto da Pacific, porém se classificou para apenas 2 corridas (Mônaco e Espanha) e era geralmente superado pelo companheiro de equipe Bertrand Gachot. Ao abandonar a F-1, Belmondo concentrou-se nas corridas de protótipos, ao volante de um Chrysler Viper GTS-R. Ele montou a sua própria equipe, a Paul Belmondo Racing, que correu no Campeonato GT da FIA e o campeonato Le Mans Endurance Series, em 2007, ano de sua aposentadoria como piloto.

## Curiosidade
Antes de iniciar a carreira automobilística, Paul Belmondo se envolveu em um escândalo em 1981. O francês, que nem havia iniciado a carreira de piloto, acabou se tornando amante da Princesa Stéphanie de Mônaco, dois anos mais velha que ele.
Ainda chegou a participar da quinta edição do reality-show L'isola dei famosi.